# Mount Pisgah (Südliche Shetlandinseln)
Mount Pisgah (in Argentinien Monte Pisco, in Chile Monte Pisgah) ist ein 1860 m hoher Berg auf  im Archipel der Südlichen Shetlandinseln. In der Imeon Range ragt er 2,65 km südwestlich des Vasilev Peak, 5 km südwestlich des Mount Christi und 6 km nordöstlich des Mount Foster im nordzentralen Teil der Insel auf.
US-amerikanische Robbenjäger benannten ihn in den 1820er Jahren nach einem gleichnamigen Berg in Durham, Connecticut.